# Ширятино (Московская область)
Ширятино — деревня в Талдомском районе Московской области России, входит в состав сельского поселения Ермолинское. Население — 21 чел. (2010).

## География
Расположена на севере Московской области, в северо-восточной части Талдомского района, примерно в 22 км к северо-востоку от центра города Талдома, с которым связана прямым автобусным сообщением (маршруты № 27 и 34).
Ближайшие населённые пункты — деревни Ермолино, Жизнеево и Лесоучастка. Юго-восточнее деревни находится природный заказник «Озеро Золотая Вешка и прилегающий лесной массив», юго-западнее — участок «Апсаревское урочище» государственного природного заказника «Журавлиная родина».

## Население
| 1859 | 1888 | 1926 | 2002 | 2006 | 2010 |
| ---- | ---- | ---- | ---- | ---- | ---- |
| 196  | ↗235 | ↗236 | ↘6   | ↗9   | ↗21  |

## История
В «Списке населённых мест» 1862 года — владельческая деревня 2-го стана Калязинского уезда Тверской губернии между Дмитровским и Углицко-Московским трактами, в 45½ верстах от уездного города и 9 верстах от становой квартиры, при колодце, с 20 дворами и 196 жителями (86 мужчин, 110 женщин).
По данным 1888 года входила в состав Озерской волости Калязинского уезда, проживало 235 человек (113 мужчин, 122 женщины).
По материалам Всесоюзной переписи населения 1926 года — деревня Жизнеевского сельского совета Озерской волости Ленинского уезда Московской губернии, в 10,7 км от шоссе Углич — Сергиев и 17,1 км от станции Талдом Савёловской железной дороги, проживало 236 жителей (108 мужчин, 128 женщин), насчитывалось 48 хозяйств, из которых 32 крестьянских.
С 1929 года — населённый пункт в составе Ленинского района Кимрского округа Московской области.
Постановлением ЦИК и СНК от 23 июля 1930 года округа как административно-территориальные единицы были ликвидированы. Постановлением Президиума ВЦИК от 27 декабря 1930 года городу Ленинску было возвращено историческое наименование Талдом, а район был переименован в Талдомский.
1930—1954 гг. — деревня Жизнеевского сельсовета Талдомского района.
1954—1963, 1965—1994 гг. — деревня Ермолинского сельсовета Талдомского района.
1963—1965 гг. — деревня Ермолинского сельсовета Дмитровского укрупнённого сельского района.
1994—2006 гг. — деревня Ермолинского сельского округа Талдомского района.
С 2006 г. — деревня сельского поселения Ермолинское Талдомского муниципального района Московской области.